# Goldene Kamera 2018
Die Verleihung der Goldenen Kamera 2018 fand am 22. Februar 2018 zum vierten Mal in der Hamburg Messe in Hamburg statt. Es war die 53. Verleihung dieser Auszeichnung. Die Moderation übernahm zum zweiten Mal Steven Gätjen. Die Verleihung wurde live zur Hauptsendezeit im ZDF gezeigt.

## Jury
- Emilia Schüle, Schauspielerin
- Matthias Schweighöfer, Schauspieler, Produzent
- Dunja Hayali, Fernsehjournalisten und Moderatorin
- Michael Mittermeier, Komiker
- Quirin Berg, Produzent
- Christian Hellmann, Vorsitzender, Chefredakteur der Funke Programmzeitschriften
- Christiane Flatken, stellvertretende Chefredakteurin der Funke Programmzeitschriften
- Sabine Ulrich, stellvertretende Ressortleiterin
- Jörg Quoos, Chefredakteur der Funke Zentralredaktion

## Preisträger und Nominierungen

### Beste Show
Sing meinen Song – Das Tauschkonzert
(Laudatio: Mary Roos und Sasha)

### Lebenswerk
Christiane Hörbiger
(Laudatio: Peter Weck)

### Beste(r) deutsche(r) Miniserie/Mehrteiler
4 Blocks, TNT Serie, ZDFneo
Dark, Netflix
Das Verschwinden, Das Erste
(Laudatio: Christine Urspruch und Jan Josef Liefers)

### Bester deutscher Fernsehfilm
Jürgen – Heute wird gelebt, Das Erste
Angst – Der Feind in meinem Haus, ZDF
Ein Kommissar kehrt zurück, ZDF
(Laudatio: Ulrike Kriener)

### Bester deutscher Schauspieler
Volker Bruch – Babylon Berlin
Edin Hasanović – Brüder
Oliver Masucci – Dark
(Laudatio: Senta Berger und Palina Rojinski)

### Beste deutsche Schauspielerin
Petra Schmidt-Schaller – Ich war eine glückliche Frau, Keine zweite Chance

(krankheitsbedingt entgegengenommen von ihrem Vater Andreas Schmidt-Schaller)
Anja Kling – Angst – Der Feind in meinem Haus, Der gleiche Himmel
Karoline Eichhorn – Dark
(Laudatio: Heino Ferch, krankheitsbedingt vorgetragen von Michael Kessler)

### Bester Nachwuchsschauspieler
Louis Hofmann (Goldene Kamera Nachwuchspreis)
(Laudatio: Edin Hasanović)

### Publikumswahl „Bestes Dokutainment-Format“
Das Publikum konnte in der Kategorie „Bestes Dokutainment-Format“ vom 14. Dezember 2017 bis 12. Januar 2018 auf der Website der Goldenen Kamera seine Favoriten wählen. Aus der Abstimmung sind anschließend drei Nominierungen hervorgegangen, unter denen die Fernsehzuschauer per SMS- und Telefonvoting den Sieger kürten.
Bares für Rares, ZDF
Die Höhle der Löwen, VOX
Kitchen Impossible, VOX
(Laudatio: Michael Mittermeier)
Zur Auswahl in der Publikumswahl standen ferner folgende Formate:
Kessler ist …, ZDF
Shopping Queen, VOX
Bauer sucht Frau, RTL
Uncovered, ProSieben
Mein Lokal, Dein Lokal, Kabel eins
Undercover Boss, RTL
Zuhause im Glück, RTL II
Gekauft, gekocht, gewonnen, Kabel eins
Die Beet-Brüder, VOX

### Auszeichnungen für internationale Gäste

#### Bester Schauspieler international
Ewan McGregor
(Laudatio: Alicia von Rittberg)

#### Beste Schauspielerin international
Naomi Watts
(Laudatio: Axel Milberg)

#### Lebenswerk international
Liam Neeson
(Laudatio: Sebastian Koch)